# Golovin (cràter)

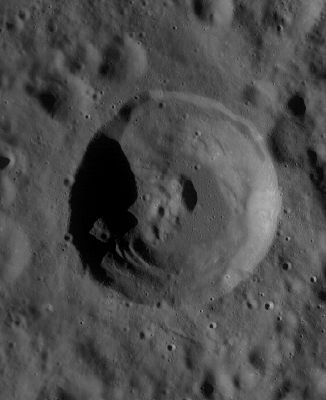
Fotografia de la missió LRO

Golovin és un cràter d'impacte localitzat al sud-est de la plana emmurallada del cràter Campbell, a l'hemisferi nord de la cara oculta de la Lluna, per la qual cosa no es pot veure directament des de la Terra. A només dos diàmetres del cràter cap al sud-oest de Golovin s'hi troba el cràter de major grandària Appleton, i al nord apareix el cràter Langevin.
La vora gairebé circular de Golovin presenta poca erosió, sense altres cràters superposats. Posseeix una lleugera corba cap a l'exterior al seu costat nord-oest. Les parets interiors són relativament àmplies, i s'han desprès lleugerament prop de la vora superior. S'hi localitza una serralada central en punt mitjà de l'interior del cràter, relativament anivellat i de petita extensió relativa.

## Cràters satèl·lit
Per convenció, aquests elements són identificats als mapes lunars posant la lletra al costat del punt mitjà del cràter que està més prop de Golovin.
|         | \| Golovin \| Coordenades \| Diàmetre \| \| ------- \| -------------------------------------- \| -------- \| \| C \| 40° 48′ N, 163° 06′ E / 40.8°N,163.1°E \| 16 km \| |          |
| Golovin | Coordenades | Diàmetre |
| C       | 40° 48′ N, 163° 06′ E / 40.8°N,163.1°E | 16 km    |